# C.J. 그레이엄

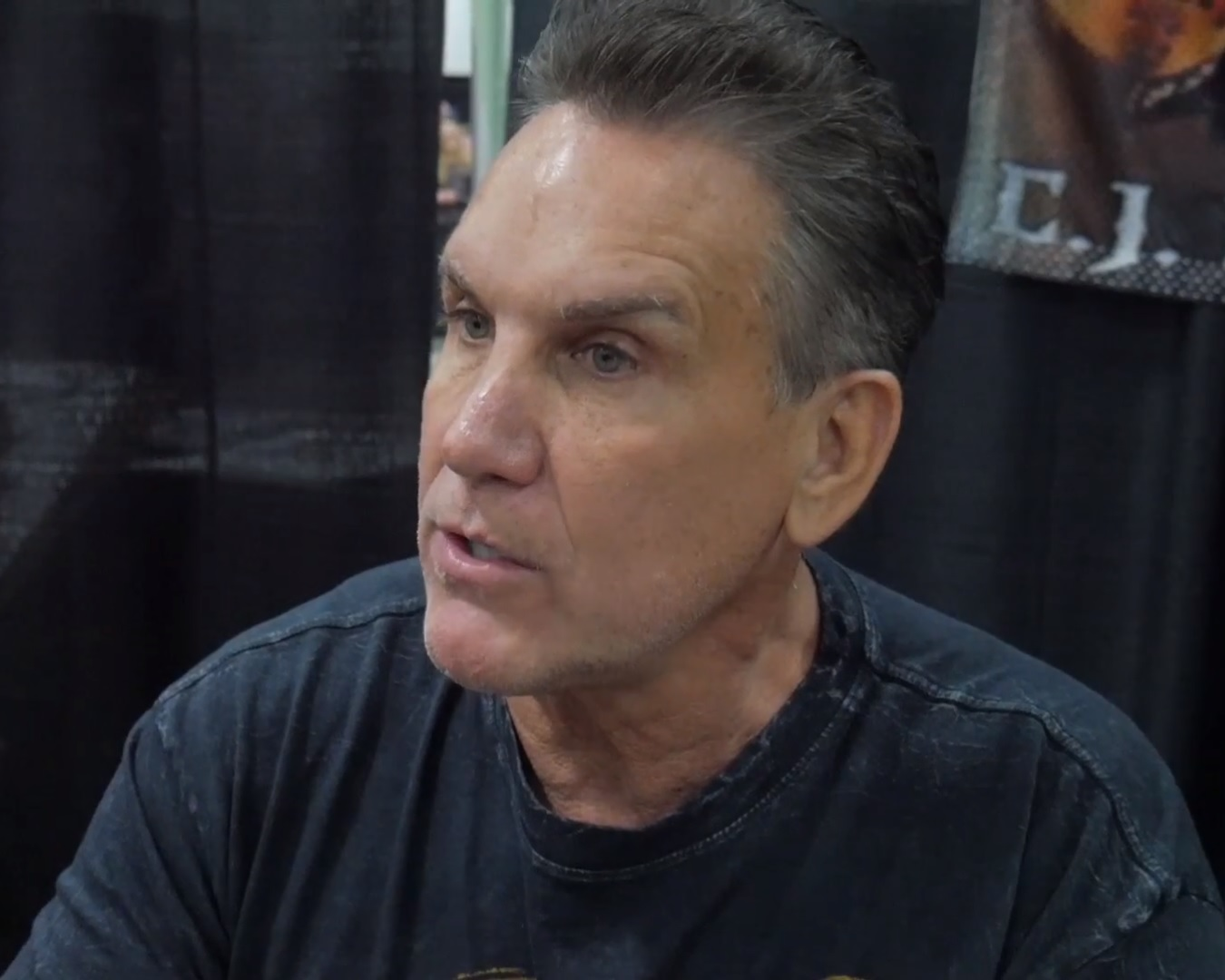

C.J. 그레이엄(C. J. Graham)은 미국의 배우, 영화배우, 스턴트 배우이다.

## 영화
- 제이슨이었던 이름의 남자: 13일의 금요일 30년 (2009년) - 본인 역
- 지옥의 하이웨이 (1992년)
- 13일의 금요일 7 - 새로운 살인 (1988년)
- 13일의 금요일 6 (1986년)